# Trieces ciliosus
Trieces ciliosus är en stekelart som beskrevs av Henry Keith Townes, Jr. 1959. Trieces ciliosus ingår i släktet Trieces och familjen brokparasitsteklar. Inga underarter finns listade i Catalogue of Life.